# 羅漢內門里
羅漢內門里，是台灣南部自清治時期至日治初期的一個行政區劃，其範圍即今高雄市的內門區西南部。
羅漢內門里北邊為內新化南里，東邊及東南邊為羅漢外門里，西南邊為嘉祥內里、崇德東里，西邊為內新豐里、外新化南里。

## 管轄街庄
羅漢內門里共轄6個庄：
- 今內門區境內：觀音亭庄、中埔庄、腳帛藔庄、東勢埔庄、木柵庄、內埔庄